# Colin "Bomber" Harris vs. Colin "Bomber" Harris
'Colin "Bomber" Harris vs. Colin "Bomber" Harris' è uno sketch trasmesso nella seconda puntata dello special Monty Python's Fliegender Zirkus nel 1972 e fa parte anche del film Monty Python Live at the Hollywood Bowl.

## Lo sketch
Lo sketch è ambientato in un ring dove il lottatore di wrestling Colin "Bomber" Harris (Graham Chapman) combatte contro se stesso. L'incontro è commentato da un narratore (John Cleese).
Ecco le mosse che Colin fa a se stesso:
- La "Hand Hold", in cui Colin simultaneamente cerca di afferrare la sua propria mano mentre sta cercando di combatterla, ma invano
- Lavorando il suo "debole ginocchio sinistro"
- Morde il suo piede, in cui si guadagna un pubblico avvertimento dall'arbitro e molta ira da se stesso
- La "Double Overhead Nostrill", dove Colin porta il suo braccio verso l'alto, abbassando la sua mano verso la sua faccia e bloccando il suo naso con il medio e con l'indice
- Colin successivamente consegue una caduta sul suolo e porta la sua gamba su accanto alla sua testa, guardando il suo ginocchio nel suo gomito
- Una "Strawberry whip", "Vanilla whip" e "Choccolate whip", solitamente comprendono tre capriole mentre si prende a gomitate il di dietro del suo collo
- "Colin's most famous hold, the one-neck-over-shoulder-Gerry Ford", dove la gamba destra di Colin è portata sulla sua spalla, e striscia lungo il suolo in una maniera afflitta con le sue rimanenti braccia e gambe
- Colin coglie se stesso di sorpresa portando il suo braccio intorno al collo e la sua mano preme sul suolo. Questa mossa è chiamata "Double Eydie Gormé".

Alla fine il vincitore è Colin, ma annuncia che combatterà contro se stesso di nuovo in futuro.

## Monty Python Live at the Hollywood Bowl
Nella versione del film insieme c'è anche Michael Palin a commentare l'incontro insieme con Cleese.